# 陶魯
陶魯（とう ろ、1434年 - 1498年）は、明代の官僚・軍人。字は自強、号は節庵。本貫は梧州府鬱林州。

## 生涯
陶成の子として生まれた。蔭官により新会県丞に任じられた。このころ広西の瑶族が高州・廉州・恵州・肇州の諸府のあいだを移動しながら劫略し、城を破壊して官吏を殺害していた。さらに香山県と順徳県のあいだで反乱軍が蜂起し、新会県の無頼の子弟がこれに呼応しようとしていた。陶魯は新会県の父老を召し出して説得し、県城の防備を固め、反乱軍を撃退した。1463年（天順7年）、県丞の任期を満了し、巡撫の葉盛がその成績を上書すると、陶魯は新会知県に進んだ。ほどなく反乱軍を破った功績により、知県の事務のまま広州府同知に進んだ。
1465年（成化元年）、陶魯は広東副使の毛吉の下で大磴の反乱軍を討った。1466年（成化2年）、陶魯は総督の韓雍に従って大藤峡の反乱を討ち、功績を挙げた。韓雍の推挙により僉事に抜擢され、新会・陽江・陽春・瀧水・新興の諸県の兵を管轄した。この年の冬、参将の王瑛とともに欽州・化州で廖婆保らの反乱軍を撃破した。1467年（成化3年）、参将の夏鑑らとともに思恩府・潯州で黄公漢らの反乱軍を連破した。ほどなく反乱軍は石康を落とし、知県の羅紳を捕らえた。陶魯は再び夏鑑とともに反乱軍を六菊山まで追撃し、これを破った。両広では韓雍が離任してから、総督が置かれていなかったが、陶魯は重臣を梧州に下向させて軍府を開設させ、恒久的な制度とするよう請願した。1476年（成化12年）、副使に進んだ。
1484年（成化20年）、陶魯は荔浦の瑶族を討った功績により、俸一級を加増された。1485年（成化21年）、両広での兵権はもとのまま、湖広按察使に進んだ。1487年（成化23年）、鬱林州陸川県の黄公定・胡公明らが反乱を起こすと、陶魯は参将の欧磐とともに五路に分かれて討伐を進め、反乱軍を撃破し、その根拠地130か所を破壊した。
1491年（弘治4年）、陶魯は総督の秦紘に派遣されて徳慶の瑶族の乱を鎮圧した。1495年（弘治8年）、湖広右布政使に進んだ。1496年（弘治9年）、湖広左布政使・兼広東按察副使に転じ、嶺西道の事務を領知した。このため「三広公」と称された。1498年（弘治11年）2月、死去した。
子に陶荊民があり、副千戸に進み、世襲を許された。